# Zsámbokrét
Zsámbokrét (szlovákul Žabokreky) község Szlovákiában, a Zsolnai kerületben, a Turócszentmártoni járásban.

## Fekvése
Turócszentmártontól 7 km-re délre fekszik.

## Története
A község területe már a kora középkorban lakott volt, erre utalnak a határában található 9.-10. századi templomnak, valamint a Mohylka dűlőben talált 7.-9. századi fegyverek maradványai.
Zsámbokrétet 1282-ben „Villa Zabokrek” alakban említik először. 1287-ben „Sabakerek”, 1291-ben „Sabakereky”, 1292-ben „Sabochret”, 1315-ben „Sabacrep”, 1323-ban „Zabokrek” néven találjuk. Ekkor Biter fia Péter birtoka, majd a Neczpáli családé, 1396-tól a 19. századig a Just családé. 1456-ban „Sambokrek”, 1564-ben „Zambokreth” néven szerepel a korabeli forrásokban. A 16. századtól postaállomás is volt a településen. 1715-ben 23 háztartása volt. 1785-ben 51 házában 357 lakos élt.
A 18. század végén Vályi András így ír róla: „ZSÁMBOKRÉT. Túrócz Várm. földes Ura Juszti Uraság, lakosai evangelikusok, fekszik Sz. Péternek szomszédságában, mellynek filiája; határjában káposztája, és kendere bőven van, ’s hideg folyója által nedvesíttetik, réttye hasznos, legelője elég van.”
1828-ban 31 háza volt 198 lakossal. Lakói a mezőgazdaság és állattartás mellett sáfránytermesztésből, gyógyolaj készítésből és árusításból, valamint erdei munkákból éltek. Kereskedőik Lengyelországba, Ukrajnába, Oroszországba is eljutottak.
Fényes Elek 1851-ben kiadott geográfiai szótárában így ír a faluról: „Zsámbokrét (Thurócz), Thurócz m. tót f. a liptói országutban, Sz. Mártontól délre 1 órányira: 45 kath., 148 evang., 5 zsidó lak., postahivatal. Lakosai sok kendert és fejes káposztát termesztenek; legelője igen jó s elég; van vizimalma is. F. u. többen.”
A trianoni diktátumig Turóc vármegye Turócszentmártoni járásához tartozott.
A háború után sokan dolgoztak a közeli nagybirtokokon, valamint Turócszentmárton üzemeiben.

## Népessége
| Év:            | 1994. | 2004.   | 2014.   | 2024. |
| -------------- | ----- | ------- | ------- | ----- |
| Emberek száma: | 1084  | 1111    | 1208    | 1208  |
| Eltérés:       |       | +2,49 % | +8,73 % | +0 %  |

| Év:            | 2023. | 2024.   |
| -------------- | ----- | ------- |
| Emberek száma: | 1194  | 1208    |
| Eltérés:       |       | +1,17 % |

1910-ben 435, túlnyomórészt szlovák anyanyelvű lakosa volt.
2001-ben 1123 lakosából 1106 szlovák volt.
2011-ben 1170 lakosából 1126 szlovák volt.

## Neves személyek
- Itt született 1672-ben Kromholz Mihály, Jézus-társasági áldozópap és hitszónok.
- Itt született 1821-ben Simonyi Ernő honvéd, országgyűlési képviselő.
- Itt született 1841-ben Bachrich Zsigmond hegedűművész.

## Nevezetességei

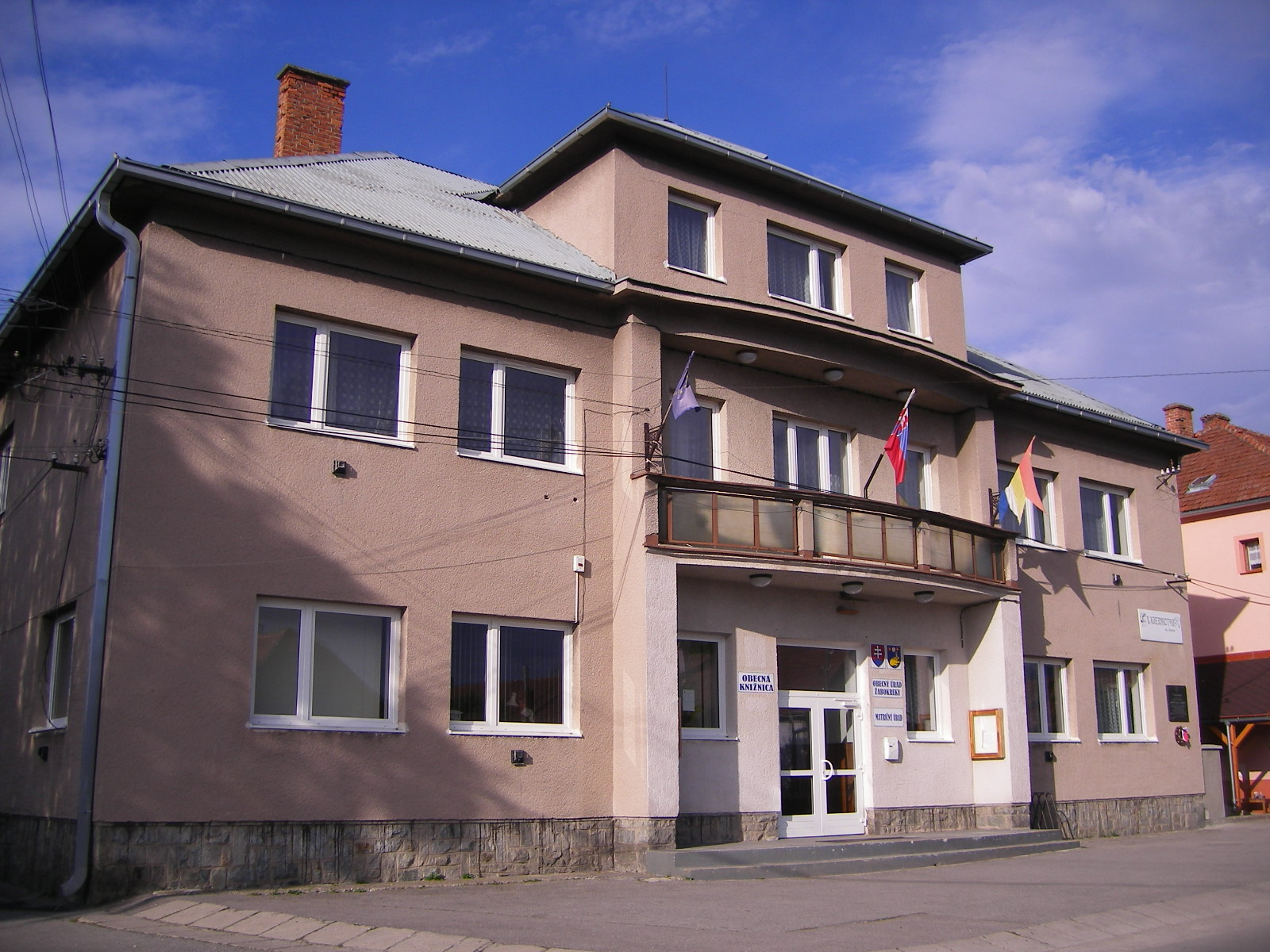
A községháza

## Külső hivatkozások
- Hivatalos oldal
- E-obce.sk Archiválva 2009. április 6-i dátummal a Wayback Machine-ben
- Községinfó
- Zsámbokrét Szlovákia térképén